# 王承允
王承允（?—?），又稱王承胤，明朝軍事人物。
己巳之變時，祖大壽陣于南側，王承允陣于西南側，袁崇煥陣于西側。崇祯十七年（1644年）三月六日，李自成陷宣府，巡抚朱之冯自杀，王承允迎降。